# Josef Mayseder
Josef Mayseder (egyes forrásokban Joseph Mayseder (Bécs, 1789. október 27., 1789. október 26. vagy 1789. október 16. – Bécs, 1863. november 21.) osztrák hegedűművész és zeneszerző. A bécsi hegedűsiskola atyjának („Vater der Wiener Geigerschule”) nevezik. Josef Kriehuber litográfiát készített róla.

## Életpályája
Paul Wranitzky tanítványa volt. Fiatal korában a tagja volt a Schuppanzigh-vonósnégyesnek. 1810-től a Hofopernorchester koncertmestere, 1816-tól  a Hofmusikkapelle szólóhegedűse,  majd 1836-tól a vezetője volt. 1837-től nem szerepelt nyilvánosan.
Mint zeneszerző, kamarazenét írt. Ma inkább csak etűdjeit játszzák.

## További információk

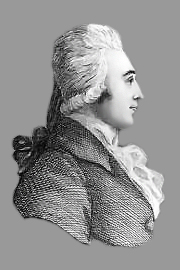
Paul Wranitzky (1756-1808)